# トリフルペリドール
トリフルペリドール（英：Trifluperidol）は、ブチロフェノン系の定型抗精神病薬である。一般的な性質はハロペリドールと類似するが、重量比ではかなり強力であり、特に遅発性ジスキネジアやその他の錐体外路症状など、より重篤な副作用を引き起こす。躁病や統合失調症などの精神病の治療に使用される。1959年にヤンセン ファーマが発見した。

## 合成

Thieme Patent (claim 9): Precursor: Sila analogue:

1-ベンジル-4-ピペリドン[3612-20-2]（1）と3-ブロモベンゾトリフルオリド[401-78-5]（2）のグリニャール反応により、1-ベンジル-4-（3-（トリフルオロメチル）フェニル）ピペリジン-4-オール、CID:12718203（3）が得られる。接触水素化によりベンジル保護基を除去し、4-［3-（トリフルオロメチル）フェニル］-4-ピペリジノール［2249-28-7］（4）を得る。4-クロロ-4'-フルオロブチロフェノン[3874-54-2]（5）でアルキル化すると側鎖が導入され、トリフルペリドール（6）の合成が完了する。